# Exomalopsis limata
Exomalopsis limata är en biart som beskrevs av Cresson 1878. Exomalopsis limata ingår i släktet Exomalopsis och familjen långtungebin. Inga underarter finns listade i Catalogue of Life.